# Massacre des falaises de Korićani
Le massacre des falaises de Korićani fait référence au meurtre de 200 hommes bosniaques, perpétré le 21 août 1992 sur les falaises de Donji Korićani (Korićanske stijene), situées sur le mont Vlašić, en Bosnie-Herzégovine, pendant la guerre de Bosnie-Herzégovine. Le massacre a été commis par l'unité spéciale de la police serbe de Bosnie, appelée « escouade d'intervention », de la ville de Prijedor, dans le nord-ouest de la Bosnie-Herzégovine.

## Le massacre
Le 21 août 1992, un groupe important de civils libérés du camp de Trnopolje a été conduit vers le centre de la Bosnie-Herzégovine, sur un territoire contrôlé par le gouvernement bosnien. Cependant, au sommet du mont Vlašić, tous les hommes du groupe, environ 200 au total, ont été séparés et montés à bord de deux bus par une unité de policiers et de paramilitaires serbes de Bosnie.
Cette unité, originaire de Prijedor, était connue sous le nom de « Brigade d'intervention », ses membres étant parfois aussi appelés « les Bérets rouges » .
Les policiers dirent aux hommes qu’ils allaient être échangés contre des prisonniers aux mains des forces gouvernementales. Au lieu de cela, les hommes furent menés au bord d’une falaise à Korićani, où ils furent fusillés et poussés dans le ravin, d’une profondeur d’une centaine de mètres̪,.
Douze hommes survécurent à la fusillade et à la chute.
Sept d’entre eux furent retrouvés par des membres de l’Armée de la république serbe de Bosnie, qui établirent un rapport faisant mention d’« un crime terrible commis contre des civils ». Les prisonniers ne furent néanmoins pas libérés immédiatement, et certains furent encore victimes de sévices alors même qu’ils étaient traités pour leurs blessures à l’hôpital de Paprikovac. Le 1er octobre 1992, ils furent finalement rendus au Comité international de la Croix-Rouge.
Medo Sivac, rescapé du massacre âgé de 18 ans lors des faits, rapporte qu’après que les hommes furent séparés du groupe, « alors que le reste du convoi partait pour Travnik, les policiers nous dépouillèrent de nos valeurs, bijoux, argent, montres… le trajet en direction des falaises de Korićani était insupportable, nous étions beaucoup trop nombreux entassés à bord des bus ».
Après un quart d’heure, les deux bus arrivèrent aux falaises. Les prisonniers du premier bus furent d’abord évacués un par un, puis abattus. Lorsque la moitié des hommes eurent été tués de cette sorte, le reste des passagers furent ensuite évacués et exécutés par groupes de trois.
Silvac raconte : « Dans le second bus, nous avons tous été déchargés d’un coup, et alignés sur le côté gauche de la route, face à la falaise. On nous a ensuite ordonné de nous aligner sur le bord de la falaise, et de nous y agenouiller. Ensuite, l’horrible fusillade a commencé. Je suis tombé dans le ravin. Je n’ai pas perdu connaissance, mais j’ai soudain senti que les buissons accrochés à la falaise avaient interrompu ma chute. Je m’y suis réfugié, m’enfonçant autant que possible dans le buisson pendant la nuit. Le matin, je suis parvenu à descendre, et me suis réfugié dans la forêt voisine. J’ai ensuite entendu des personnes venir brûler les cadavres  ».
Avant de partir, les policiers tirèrent sur les corps depuis le bus, et leur lancèrent des grenades.

## Les suites
En 1999, Zeljko Kopanja, rédacteur en chef du journal serbe bosnien Nezavisne Novine, qui avait enquêté sur le massacre et publié plusieurs articles à ce sujet, échappa à un attentat à la bombe.
Le meneur des assassins, Darko Mrđa, a été arrêté en 2002 et condamné en 2004 à 17 ans de prison par le TPIY pour meurtre, actes inhumains (violations des lois ou coutumes de la guerre, crimes contre l'humanité), y compris le massacre de Korićani.
Mrđa, aurait reçu l’ordre de commettre ce massacre de Simo Drljaca, chef de la police de Prijedor, qui fut tué par des soldats de la SFOR alors qu’ils tentaient de l’arrêter, en 1997.
La Cour de Bosnie-Herzégovine l'a condamné à 15 ans de prison pour meurtre et traitement inhumain de civils bosniaques dans la région de Prijedor. Puis, en août 2019, la chambre d'appel de la Cour de Bosnie-Herzégovine l'a condamné à une peine unique de 20 ans de prison, cumulant sa peine avec celle qui lui a été infligée par le Tribunal de La Haye. Mrđa, en fuite, a été arrêté à Prijedor en avril 2020.
Le 30 mars 2009, devant le tribunal de Bosnie-Herzégovine, huit Serbes de Bosnie ont été accusés d'avoir participé aux persécutions contre la population non serbe de Prijedor, à l'organisation et à l'escorte d'un convoi composé d'environ 1 200 civils, ainsi qu'au massacre de 200 musulmans commis sur les falaises de Korićani. Gordan Djuric, Milorad Radakovic, Milorad Skrbic, Ljubisa Cetic, Damir Ivankovic, Dusan Jankovic et  Zeljko Stojnic ont été reconnus coupables, tandis que Milorad Radakovic a été acquitté.
De plus, Saša Zečević, Radoslav Knežević et Marinko Ljepoja ont été reconnus coupables le 28 juin 2012 pour leur participation à ce massacre commis le 21 août 1992. Chacun a été condamné à 23 ans de prison.
Les familles de la plupart des victimes n’ont reçu aucune information sur le sort de leurs proches. Les cadavres auraient été enterrés dans plusieurs charniers dispersés en Bosnie-Herzégovine à la suite du massacre, mais ceux-ci n'ont jamais été localisés. Plus de 16 ans après les faits (mars 2009), aucune enquête d'envergure n’a été ouverte par les autorités pour retrouver les personnes disparues ou leurs corps. En septembre 2008, le Centre d’action juridique de TRIAL (Track Impunity Always) a saisi la Cour européenne des droits de l’homme de six affaires relatives à la disparition de huit hommes disparus lors du massacre du mont Vlašić.

## Dans la culture populaire
- Joe Sacco a fourni un bref récit du massacre dans son ouvrage Safe Area Gorazde.